# Conradh na Gaeilge
Conradh na Gaeilge (Udtalelse: ['kʌnɹæ næ 'gweɪlgæ], engelsk navn Gaelic League) er en organisation i Nordirland og Irland der arbejder for at bevare irsk som sprog i Irland.
Organisationen blev grundlagt 31. juli 1893 af Douglas Hyde, sammen med Eugene O'Growney, Eoin MacNeill, Luke K. Walsh og andre. Organisationen har altid været upolitisk, men har tiltrukket mange nationalister.
En af organisationens nuværende vigtigste kampanger er at få anerkendt irsk som et officelt sprog i EU.
I begrundelse af 2000'erne blev organisationen indblandet i en strid med partiet Fine Gael, som havde foreslået og fjerne irsk som obligatorisk fag på afgangseksamen fra grundskolen. Organisationen har opfordret vælgere til kun at stemme på kandidater som er for at beholde irsk som obligatorisk fag.
Organisationen er specielt stærk i Nordirland, mens det i resten af Irland bare er nogen få lokale afdelinger.
53°20′14″N 6°15′47″V / 53.33718°N 6.26315°V